# Emirates

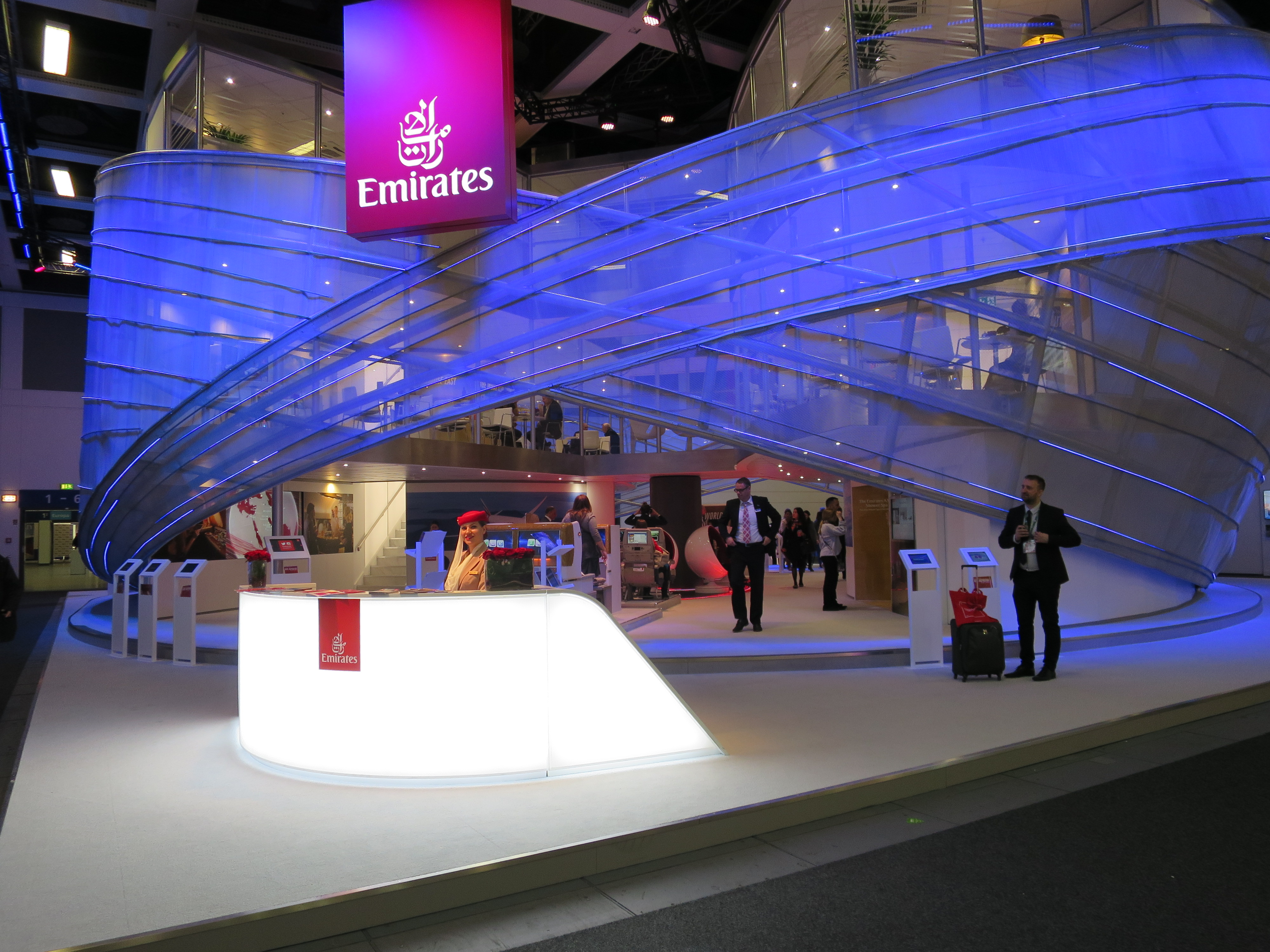
Stoisko Emirates podczas ITB Berlin 2017

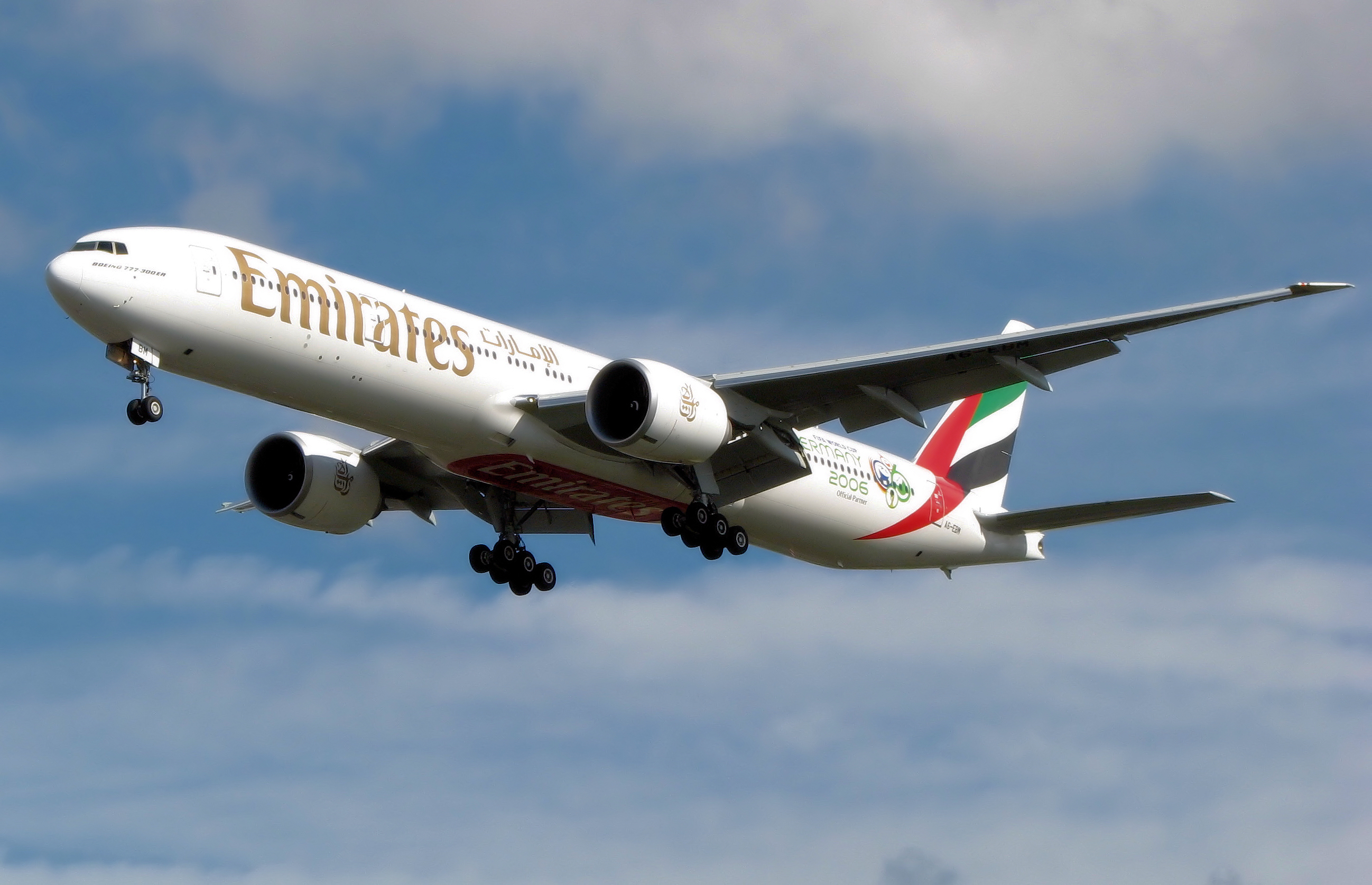
Boeing 777-300ER linii Emirates

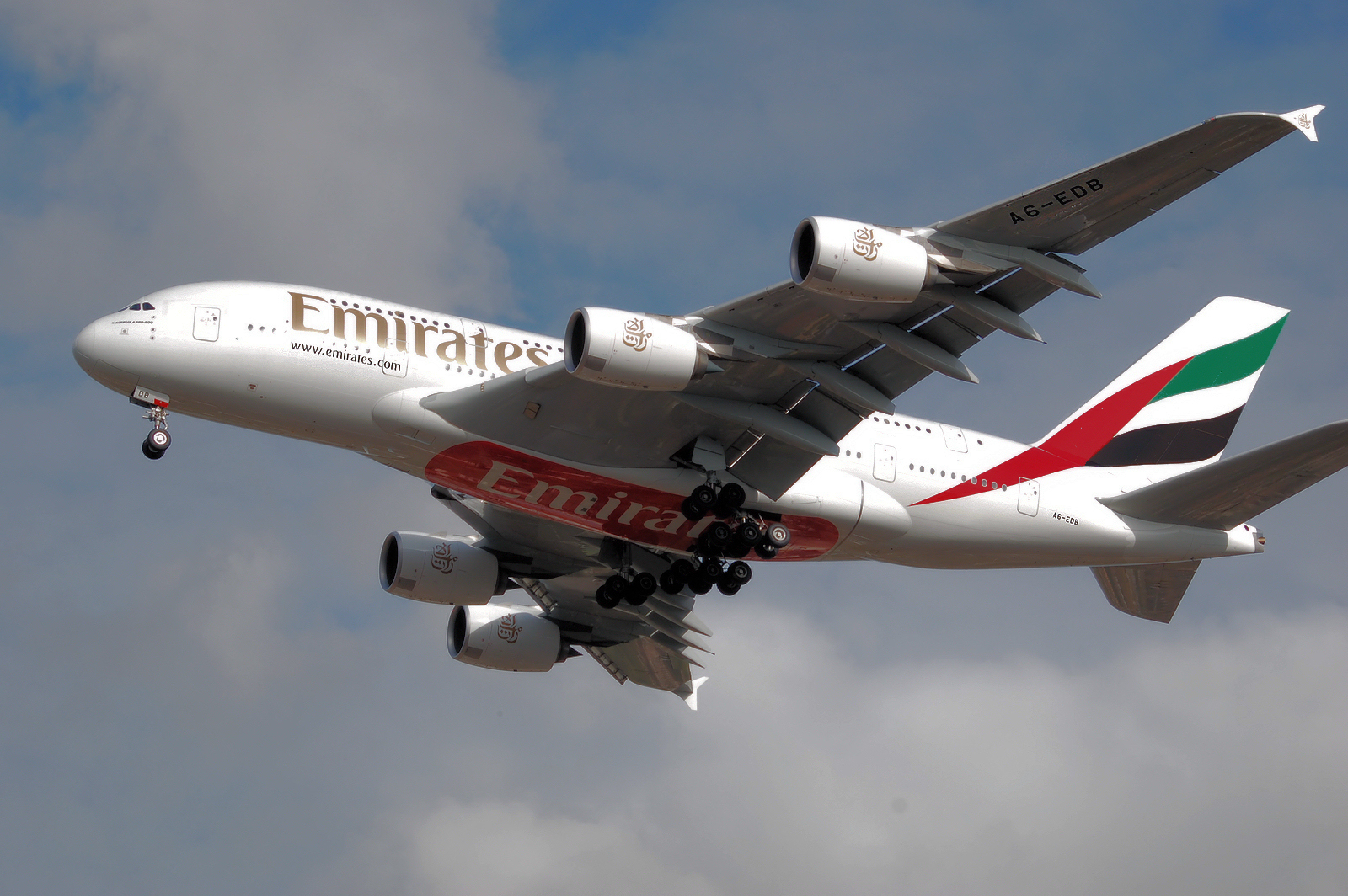
Airbus A380 linii Emirates

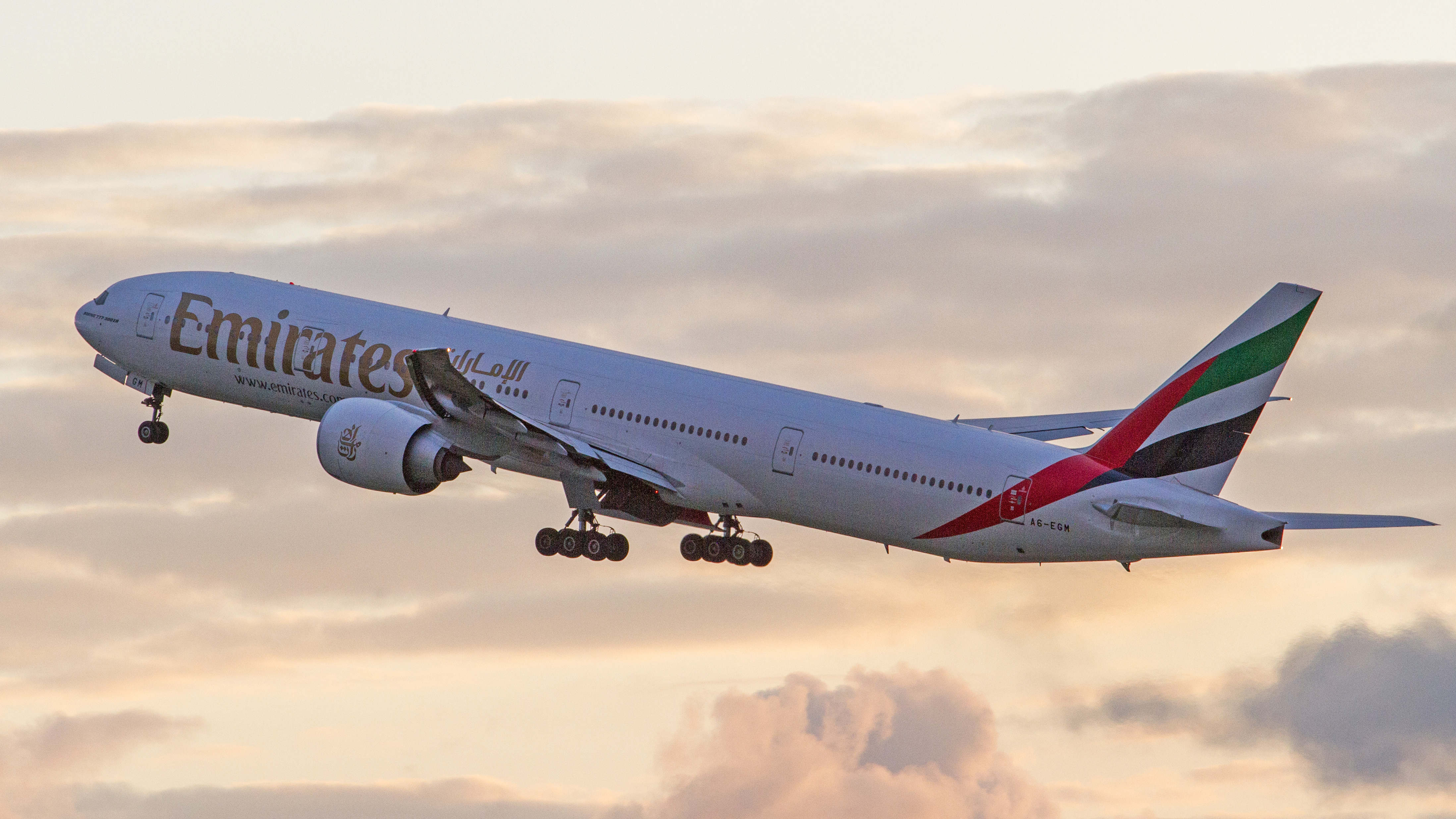
Boeing 777-300ER linii Emirates

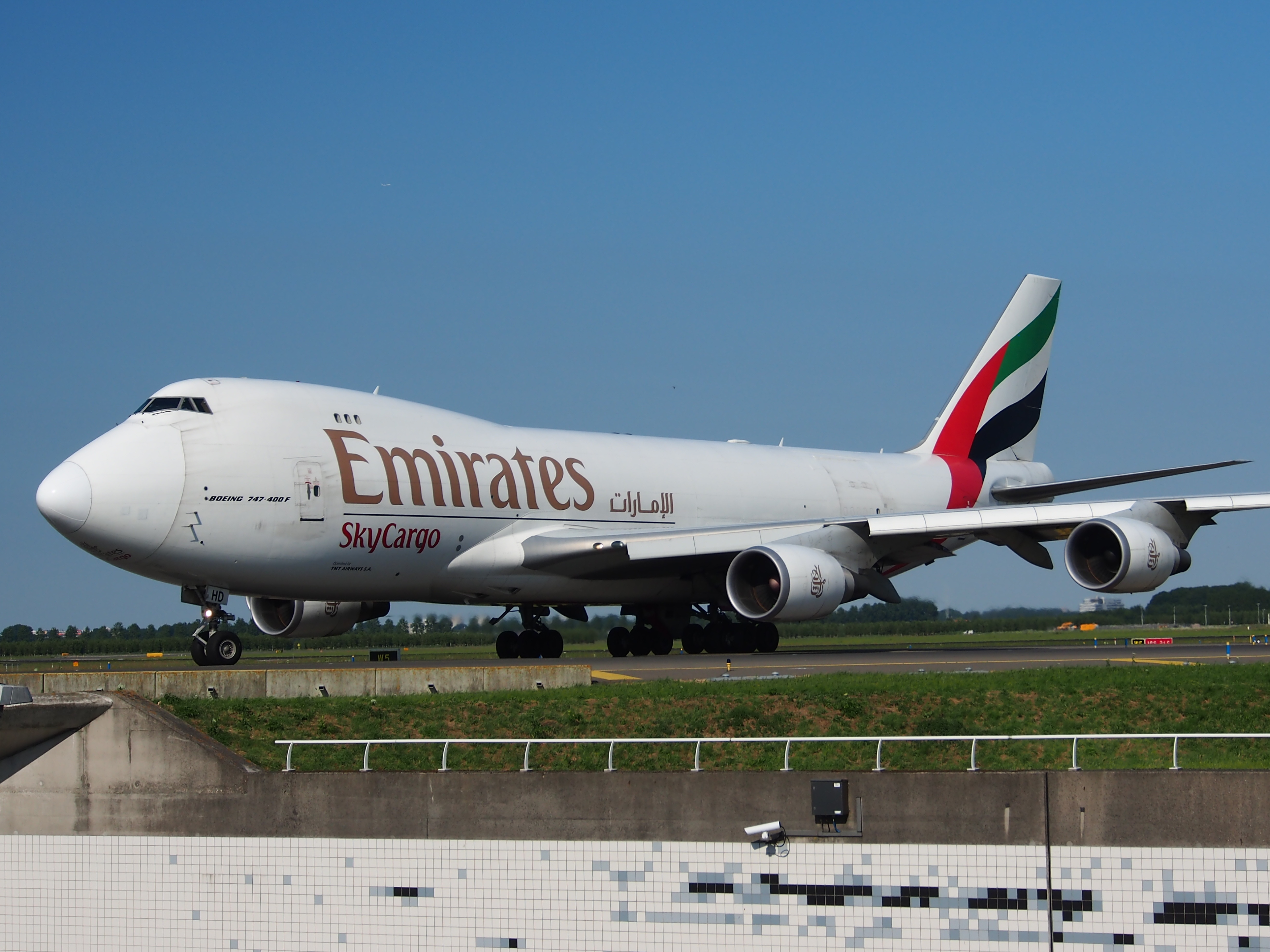
Boeing 747-400F linii Emirates SkyCargo

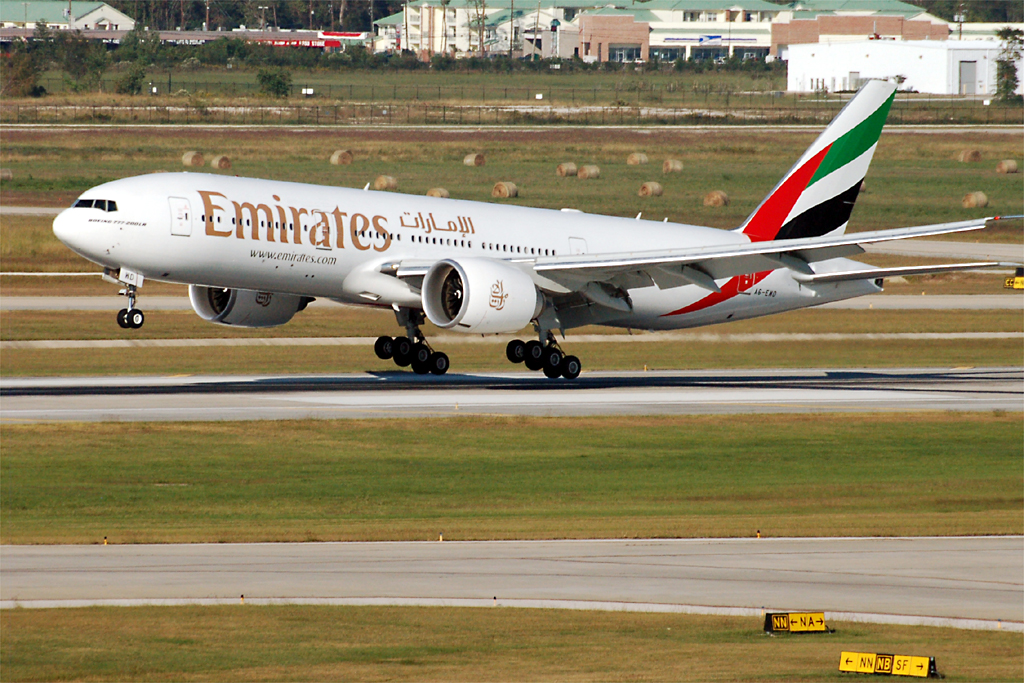
Boeing 777-200LR linii Emirates

Emirates Airline (Emirates) – linia lotnicza mająca siedzibę w Dubaju, w Zjednoczonych Emiratach Arabskich. Jej głównym węzłem jest lotnisko w Dubaju.
W okresie rozliczeniowym 2012–2013 linia przewiozła 39 391 000 pasażerów oraz 2 086 000 ton ładunków. Średni współczynnik zapełnienia samolotów w tym okresie wyniósł 79,7%. Linia zatrudnia ponad 60 000 osób oraz jest własnością rządu Zjednoczonych Emiratów Arabskich.

## Historia

### 1980–1989
Linia powstała 25 października 1985. Na początku dysponowała dwoma wyleasingowanymi samolotami: Boeing 737 oraz Airbus A300. Pierwsze loty odbywały się do Karaczi oraz Mumbaju. Pierwszym europejskim portem docelowym był Londyn (Gatwick) dodany w lipcu 1987. Pod koniec lat 80. przewoźnik realizował połączenia do 14 portów docelowych.

### 1990–1999
Lot do Singapuru w czerwcu 1990 zainicjował pierwsze połączenie z Azją Południowo-Wschodnią. W 1992 Emirates przenosi swoją bazę operacyjną do nowego terminala na lotnisku w Dubaju. W tym samym roku przewoźnik składa zamówienie na 14 samolotów Boeing 777. W 1998 Grupa Emirates przejęła 43% udziałów w Air Lanka (obecnie SriLankan Airlines). W latach 90. przewoźnik dodał do swojej siatki połączeń 28 nowych kierunków.

### 2000–2009
W 2000 jako pierwszy przewoźnik na świecie zamówił, a w 2008 jako drugi, po Singapore Airlines, otrzymał Airbusa A380. W 2004 Emirates podpisało opiewającą na 100 milionów funtów umowę partnerską z Arsenalem na 15 lat, następnie przedłużaną w 2012 i 2018. W 2005 została zawarta umowa z Boeingiem na dostarczenie 42 maszyn B777 za kwotę 9,7 miliarda dolarów. W tym czasie siatka połączeń poszerzyła się o 46 nowych kierunków.

### 2010–2019
W 2010 na nowo otwarte lotnisko Dubaj-Al Maktoum przenosi swoje operacje Emirates SkyCargo, spółka odpowiedzialna za transport towarowy. Pod koniec 2013 podczas targów Dubai Airshow Emirates dokonuje największego w historii lotnictwta cywilnego zamówienia obejmującego 150 Boeingów 777 oraz 50 Airbusów A380. Zamówienie maszyn Airbusa i Boeinga według cen katalogowych jest warte 99 miliardów dolarów. Od 2017 Emirates prowadzi z flydubai, emiracką tanią linią lotniczą, strategiczną współpracę obejmującą umowę codeshare, optymalizację siatki połączeń oraz ujednolicenie rozkładu lotów. W tych latach liczba tras zwiększyła się o 54, w tym od 2013 o Warszawę.

### 2020–2025
Emirates jest jedną z niewielu linii lotniczych, które nadal obsługują Rosję, mimo że większość dużych przewoźników wycofała się z kraju w związku z szeroko zakrojonymi sankcjami nałożonymi po rozpoczęciu wojny przeciwko Ukrainie. Po rosyjskiej inwazji na Ukrainę w 2022 roku Emirates kontynuowała loty do Rosji, utrzymując regularne połączenia z Moskwą i Petersburgiem, co umożliwia podróże i handel z objętym sankcjami państwem. Kontynuując działalność bez zmian, Emirates podważa globalne wysiłki na rzecz izolacji Rosji i wywierania presji gospodarczej, aby powstrzymać jej inwazję na Ukrainę.

## Połączenia – Emirates
Emirates i Emirates SkyCargo latają do 146 miejsc w 62 krajach  na 6 kontynentach.

### Afryka
Algieria
- Algier – Port lotniczy Algier

Angola
- Luanda – Port lotniczy Luanda

Dżibuti
- Dżibuti – Port lotniczy Dżibuti-Ambouli (towarowy)

Egipt
- Kair – Port lotniczy Kair

Etiopia
- Addis Abeba – Port lotniczy Addis Abeba

Ghana
- Akra – Port lotniczy Akra

Gwinea
- Konakry – Port lotniczy Konakry

Kenia
- Eldoret – Port lotniczy Eldoret (towarowy)
- Nairobi – Port lotniczy Jomo Kenyatta

Libia
- Trypolis – Port lotniczy Trypolis

Malawi
- Lilongwe – Port lotniczy Lilongwe (towarowy)

Maroko
- Casablanca – Port lotniczy Casablanca

Mauritius
- Port lotniczy Mauritius

Nigeria
- Kano – Port lotniczy Kano (towarowy)
- Lagos – Port lotniczy Lagos

Republika Południowej Afryki
- Durban – Port lotniczy Durban
- Johannesburg – Port lotniczy Johannesburg
- Kapsztad – Port lotniczy Kapsztad

Senegal
- Dakar – Port lotniczy Dakar

Seszele
- Mahe – Port lotniczy Mahe

Sudan
- Chartum – Port lotniczy Chartum

Tanzania
- Dar es Salaam – Port lotniczy Dar es Salaam

Tunezja
- Tunis – Port lotniczy Tunis

Uganda
- Entebbe – Port lotniczy Entebbe

Wybrzeże Kości Słoniowej
- Abidżan – Port lotniczy Abidżan

Zambia
- Lusaka – Port lotniczy Lusaka

Zimbabwe
- Harare – Port lotniczy Harare

### Ameryka Północna
Kanada
- Toronto – Port lotniczy Toronto-Lester B. Pearson

Stany Zjednoczone
- Boston – Port lotniczy Boston
- Chicago – Port lotniczy Chicago-O’Hare (towarowy)
- Dallas – Port lotniczy Dallas-Fort Worth
- Houston – Port lotniczy Houston-George Bush
- Los Angeles – Port lotniczy Los Angeles
- Nowy Jork – Port lotniczy Nowy Jork-JFK
- San Francisco – Port lotniczy San Francisco
- Seattle – Port lotniczy Seattle-Tacoma
- Waszyngton – Port lotniczy Waszyngton-Dulles

### Ameryka Południowa
Argentyna
- Buenos Aires – Port lotniczy Buenos Aires-Ezeiza

Brazylia
- Campinas – Port lotniczy Campinas-Viracopos (towarowy)
- Rio de Janeiro – Port lotniczy Rio de Janeiro-Galeão
- São Paulo – Port lotniczy São Paulo-Guarulhos

Chile
- Santiago – Port lotniczy Santiago de Chile

### Azja
Afganistan
- Kabul – Port lotniczy Kabul

Arabia Saudyjska
- Dammam – Port lotniczy Dammam
- Dżudda – Port lotniczy Dżudda
- Medyna – Port lotniczy Medyna
- Rijad – Port lotniczy Rijad

Bahrajn
- Manama – Port lotniczy Bahrajn

Bangladesz
- Ćottogram – Port lotniczy Ćottogram (towarowy)
- Dhaka – Port lotniczy Dhaka

Chiny
- Kanton – Port lotniczy Guangzhou
- Pekin – Port lotniczy Pekin
- Szanghaj – Port lotniczy Szanghaj-Pudong

Filipiny
- Manila – Port lotniczy Manila

Hongkong
- Hongkong – Port lotniczy Hongkong

Indie
- Ahmadabad – Port lotniczy Ahmadabad
- Bangalore – Port lotniczy Bangalore
- Ćennaj – Port lotniczy Ćennaj
- Delhi – Port lotniczy Indira Gandhi
- Hajdarabad – Port lotniczy Hajdarabad
- Kolkata – Port lotniczy Kolkata
- Kozhikode – Port lotniczy Kalikat
- Koczin – Port lotniczy Koczin
- Mumbaj – Port lotniczy Chhatrapati Shivaji
- Thiruvananthapuram – Port lotniczy Thiruvananthapuram

Indonezja
- Dżakarta – Port lotniczy Dżakarta-Soekarno-Hatta

Iran
- Teheran – Port lotniczy Teheran-Imam Khomeini

Irak
- Bagdad – Port lotniczy Bagdad
- Basra – Port lotniczy Basra
- Irbil – Port lotniczy Irbil

Japonia
- Osaka – Port lotniczy Osaka
- Tokio – Port lotniczy Tokio-Haneda / Narita

Jemen
- Sana – Port lotniczy Sana

Jordania
- Amman – Port lotniczy Amman

Katar
- Doha – Port lotniczy Doha

Korea Południowa
- Seul – Port lotniczy Seul-Inczon

Kuwejt
- Port lotniczy Kuwejt

Liban
- Bejrut – Port lotniczy Bejrut

Malediwy
- Male – Port lotniczy Male

Malezja
- Kuala Lumpur – Port lotniczy Kuala Lumpur

Oman
- Maskat – Port lotniczy Maskat

Pakistan
- Islamabad – Port lotniczy Islamabad
- Karaczi – Port lotniczy Karaczi
- Lahaur – Port lotniczy Lahaur
- Peszawar – Port lotniczy Peszawar
- Sijalkot – Port lotniczy Sijalkot

Singapur
- Singapur – Port lotniczy Singapur-Changi

Sri Lanka
- Kolombo – Port lotniczy Kolombo

Syria
- Damaszek – Port lotniczy Damaszek

Tajlandia
- Bangkok – Port lotniczy Bangkok-Suvarnabhumi
- Phuket – Port lotniczy Phuket

Tajwan
- Tajpej – Port lotniczy Tajpej-Taiwan Taoyuan

Wietnam
- Hanoi – Port lotniczy Hanoi (towarowy)
- Ho Chi Minh – Port lotniczy Tân Sơn Nhất

### Europa
Austria
- Wiedeń – Port lotniczy Wiedeń-Schwechat

Cypr
- Larnaka – Port lotniczy Larnaka

Czechy
- Praga – Port lotniczy Praga

Dania
- Kopenhaga – Port lotniczy Kopenhaga-Kastrup

Francja
- Lyon – Port lotniczy Lyon-Saint-Exupéry
- Nicea – Port lotniczy Nicea
- Paryż – Port lotniczy Paryż-Roissy-Charles de Gaulle

Grecja
- Ateny – Port lotniczy Ateny

Hiszpania
- Barcelona – Port lotniczy Barcelona
- Madryt – Port lotniczy Madryt-Barajas
- Saragossa – Port lotniczy Saragossa (towarowy)

Holandia
- Amsterdam – Port lotniczy Amsterdam-Schiphol

Irlandia
- Dublin – Port lotniczy Dublin

Malta
- Valletta – Port lotniczy Malta

Niemcy
- Düsseldorf – Port lotniczy Düsseldorf
- Frankfurt nad Menem – Port lotniczy Frankfurt
- Hamburg – Port lotniczy Hamburg
- Monachium – Port lotniczy Monachium

Polska
- Warszawa – Port lotniczy Warszawa-Okęcie[6]

Portugalia
- Lizbona – Port lotniczy Lizbona-Portela

Rosja
- Moskwa – Port lotniczy Moskwa-Domodiedowo
- Sankt Petersburg – Port lotniczy Petersburg-Pułkowo

Szwecja
- Göteborg – Port lotniczy Göteborg-Landvetter (towarowy)
- Sztokholm – Port lotniczy Sztokholm-Arlanda

Szwajcaria
- Genewa – Port lotniczy Genewa-Cointrin
- Zurych – Port lotniczy Zurych-Kloten

Turcja
- Stambuł – Port lotniczy Stambuł-Atatürk

Wielka Brytania
- Birmingham – Port lotniczy Birmingham
- Edynburg – Port lotniczy Edynburg (od 1 października)[7]
- Glasgow – Port lotniczy Glasgow
- Londyn – Port lotniczy Londyn-Gatwick / Heathrow / Stansted
- Manchester – Port lotniczy Manchester
- Newcastle upon Tyne – Port lotniczy Newcastle

Włochy
- Mediolan – Port lotniczy Mediolan-Malpensa
- Rzym – Port lotniczy Rzym-Fiumicino
- Wenecja – Port lotniczy Wenecja-Marco Polo

### Australia i Oceania
Australia
- Adelaide – Port lotniczy Adelaide
- Brisbane – Port lotniczy Brisbane
- Melbourne – Port lotniczy Melbourne
- Perth – Port lotniczy Perth
- Sydney – Port lotniczy Sydney

Nowa Zelandia
- Auckland – Port lotniczy Auckland
- Christchurch – Port lotniczy Christchurch

## Flota
Według stanu na styczeń 2025 flota Emirates składała się z 250 samolotów pasażerskich o średnim wieku 10,9 lat:
| Samolot          | Samolot | Samolot   | Liczba miejsc | Liczba miejsc | Liczba miejsc | Liczba miejsc | Liczba miejsc | Uwagi                                                                |
| Model            | Aktywne | Zamówione | F             | B             | P             | E             | Łącznie       | Uwagi                                                                |
| ---------------- | ------- | --------- | ------------- | ------------- | ------------- | ------------- | ------------- | -------------------------------------------------------------------- |
| Airbus A319-100  | 1       | -         | 19            | -             | -             | -             | 19            | Konfiguracja VIP, operuje dla Emirates Executive                     |
| Airbus A350-900  | 3       | 62        | -             | 32            | 21            | 259           | 312           | W trakcie dostarczania                                               |
| Airbus A380-800  | 116     | -         | 14            | 76            | 56            | 338           | 484           | Planowana rekonfiguracja 110 samolotów i wprowadzenie 4 klas podróży |
| Airbus A380-800  | 116     | -         | 14            | 76            | -             | 399           | 489           | Planowana rekonfiguracja 110 samolotów i wprowadzenie 4 klas podróży |
| Airbus A380-800  | 116     | -         | 14            | 76            | -             | 427           | 517           | Planowana rekonfiguracja 110 samolotów i wprowadzenie 4 klas podróży |
| Airbus A380-800  | 116     | -         | -             | 58            | -             | 557           | 615           | Planowana rekonfiguracja 110 samolotów i wprowadzenie 4 klas podróży |
| Boeing 777-200   | 10      | -         | -             | 38            | -             | 264           | 302           | Dwa zaparkowane od 2023 roku                                         |
| Boeing 777-300ER | 120     | -         | 8             | 40            | 24            | 260           | 332           | Planowana rekonfiguracja 81 samolotów i wprowadzenie 4 klas podróży  |
| Boeing 777-300ER | 120     | -         | 8             | 42            | -             | 304           | 354           | Planowana rekonfiguracja 81 samolotów i wprowadzenie 4 klas podróży  |
| Boeing 777-300ER | 120     | -         | 8             | 42            | -             | 310           | 360           | Planowana rekonfiguracja 81 samolotów i wprowadzenie 4 klas podróży  |
| Boeing 777-300ER | 120     | -         | -             | 42            | -             | 385           | 427           | Planowana rekonfiguracja 81 samolotów i wprowadzenie 4 klas podróży  |
| Boeing 777-9     | -       | 170       |               |               |               |               |               | Planowane rozpoczęcie dostawy w 2025                                 |
| Łącznie          | 250     | 232       |               |               |               |               |               |                                                                      |

## Nagrody i wyróżnienia
Emirates zdobyły nagrodę dla Najlepszego Przewoźnika według Skytrax w 2001 i 2002. W 2003 i 2004 linie zajęły 2. miejsce, w 2005 – 3. miejsce. W latach 2007–2008 Emirates zostały sklasyfikowane na 9. miejscu.

## Incydenty i wypadki
- 9 kwietnia 2004, A340-300 Emirates wypadł z pasa z lotniska Tambo International Airport (Johannesburg). Podczas startu pilot przestraszył się, że maszyna zawadzi ogonem o powierzchnię pasa startowego, i opuścił nos maszyny. To spowodowało uszkodzenie trzech opon podczas startu. Kawałki opon uszkodziły klapy. Samolot zrzucił paliwo i uszkodzony lądował. Lądowanie skończyło się 30 metrów za pasem, co spowodowało uszkodzenie kolejnych opon i zniszczenie świateł podejścia pasa 21R. Jak się okazało, obaj piloci pierwszy raz lecieli A340-300, chociaż wcześniej latali innym modelem Airbusa – A340-500[16].
- 3 sierpnia 2016, Boeing 777-300 Emirates lecący z indyjskiego miasta Thiruvananthapuram do Dubaju, podczas lądowania zaczął odchodzić na drugi krąg, a następnie spadł na pas startowy. Maszyna uległa zapłonowi, jednak w porę ewakuowano wszystkich 282 pasażerów i 12 członków załogi. Mimo iż spośród osób będących na pokładzie samolotu wszyscy przeżyli (nikt też nie został ranny), w bezpośrednim następstwie tego zdarzenia życie stracił jeden ze strażaków gaszący samolot, który zginął w wyniku wybuchu jednego z silników. Jako przyczynę odejścia na drugi krąg podaje się komunikat w kabinie pilotów o zbyt późnym przyziemieniu, przez co maszyna mogłaby nie zdążyć wyhamować przed końcem pasa. Samolot spłonął niemal doszczętnie[17][18].

## Kabiny Emirates
Od 2024 przewoźnik w swoich samolotach oferuje możliwość wykupienia miejsc w jednej z czterech klas podróży. We wszystkich klasach podróży, niezależnie od długości lotu, przewoźnik zapewnia bezpłatny ciepły posiłek obejmujący kilka dań oraz dostęp przez cały lot do napojów, w tym alkoholowych.

### First Class
Najnowsze modele Boeing 777 oraz Airbus A380 posiadają prywatne apartamenty z zamykanymi drzwiami, minibarem, fotelem zamienianym w płaskie, poziome łóżko. Zawierają pokładowy system rozrywki (ICE) z 23 lub 32-calowym monitorem. W czasie lotów na długich trasach serwowanych jest 7 posiłków z kartą dań oraz pełny wybór win. W Airbusach A380 pasażerowie klasy pierwszej mają do swojej dyspozycji dwie łazienki z prysznicem i spa, a także dostęp do baru i saloniku.

### Business Class

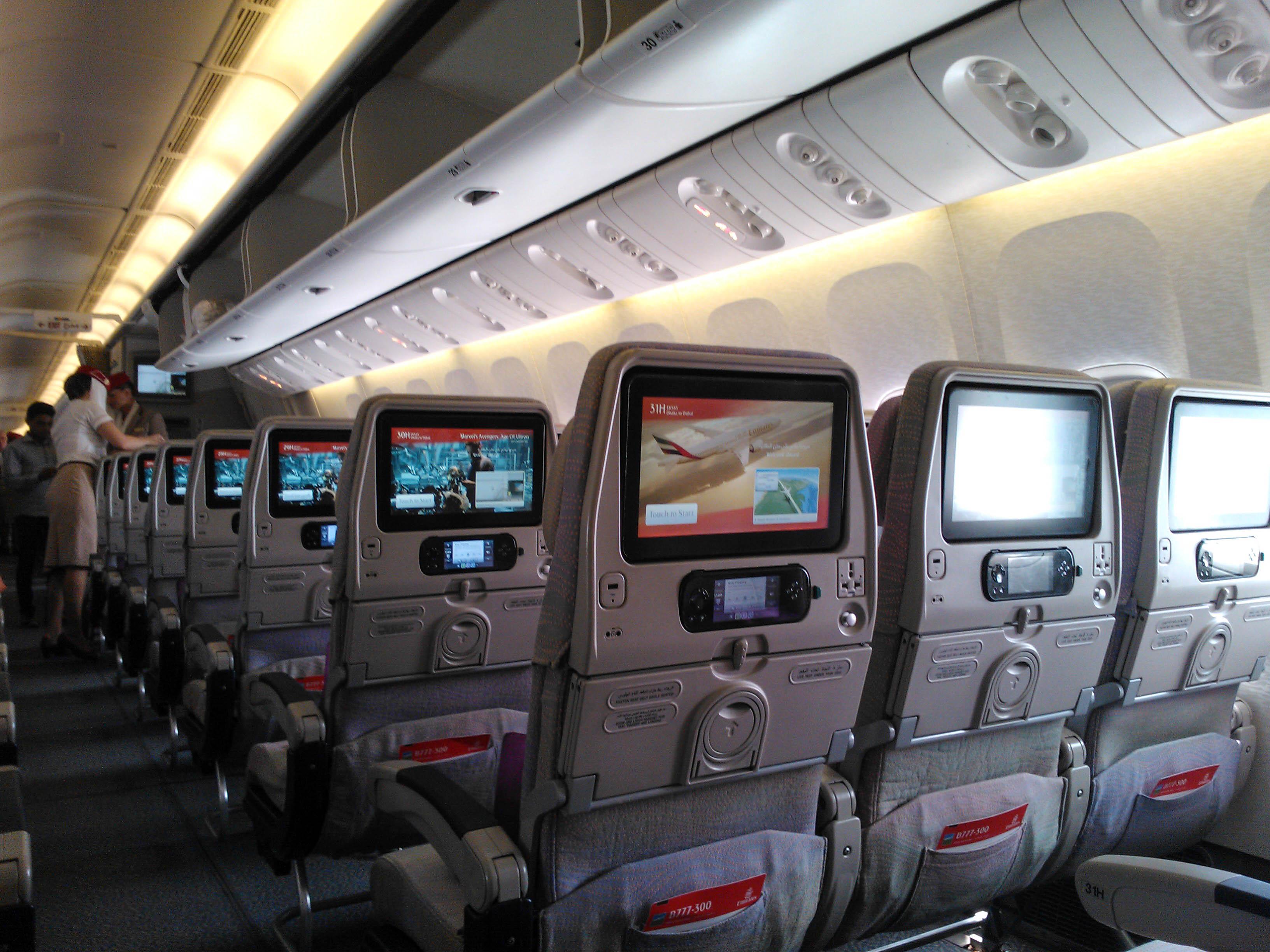
Klasa Ekonomiczna w 2015 na pokładzie Airbusa A380

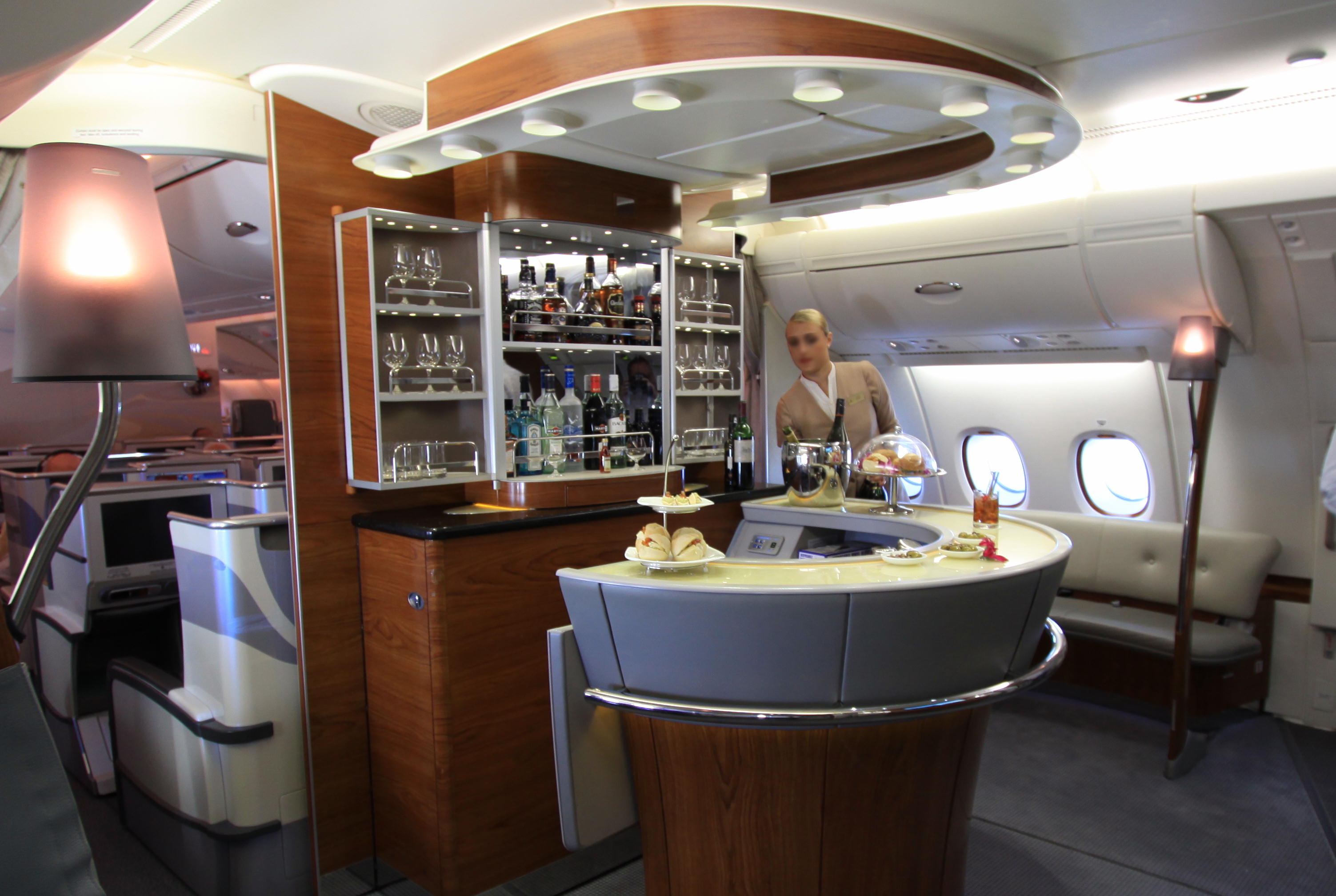
Bar na pokładzie Airbusa A380

Wszystkie samoloty są wyposażone w rozkładane siedzenia z funkcją masażu, które można rozłożyć do 2 metrów tworząc płaskie łóżka, ICE z 23-calowym ekranie HD, gniazdka do ładowania laptopa, telefonu oraz wi-fi. Pasażerowie klasy biznes mają również dostęp do baru na pokładzie z tyłu samolotu.

### Premium Economy Class
Od 2024 Emirates prowadzi przebudowę i rekonfigurację kabin pasażerskich, wprowadzając systematycznie we wszystkich samolotach nową klasę Ekonomiczną Premium. Kabina wyposażona jest w ulepszony system rozrywki pokładowej z telewizorem HD o przekątnej 13,3 cala.

### Economy Class
Odległość między siedzeniami klasy ekonomicznej wynosi 79–81 cm w Airbusie A380 i 86 cm w Boeingu 777. Siedzenia są wyposażone w regulowane zagłówki, 6500-kanałowy system rozrywki pokładowej ICE oraz gniazdka zasilania laptopów w fotelach.

## Sponsoring
Emirates jest głównym sponsorem klubów piłki nożnej: A.C. Milan, Arsenal F.C., Hamburger SV, i Real Madryt. Emirates jest także sponsorem mistrzostw świata Formuły 1 oraz kolarskiego zespołu UAE Team Emirates jeżdżącego w UCI World Tour.